# Крушиняни
Крушиняни (пол. Kruszyniany) — село в Польщі, у гміні Кринки Сокульського повіту Підляського воєводства.
Населення — 83 особи (2011).
У 1975-1998 роках село належало до Білостоцького воєводства.

## Історія
Землі села й довколішні сіл надані 1678 року польським королем Яном III Собеським для поселення литовських татар, що воювали на стороні польської корони.

## Демографія
Демографічна структура станом на 31 березня 2011 року:
|          | Загалом | Допрацездатний вік | Працездатний вік | Постпрацездатний вік |
| -------- | ------- | ------------------ | ---------------- | -------------------- |
| Чоловіки | 41      | 5                  | 28               | 8                    |
| Жінки    | 42      | 6                  | 19               | 17                   |
| Разом    | 83      | 11                 | 47               | 25                   |